# 滑津川 (長野県)
滑津川（なめづがわ）は、長野県佐久市の内山地区から佐久市北部を西に流れる千曲川の支流の一級河川。
内山峡を経て中部横断自動車道・佐久南インターチェンジの北東の佐久市今井地区で千曲川に合流する。

## 解説
2019年10月12日夜から13日にかけて台風19号（令和元年東日本台風）の影響による豪雨増水で杉の木地区で滑津川の両岸が削られ、一部の堤防が決壊して大きな被害が出た。12日夜、佐久広域連合消防本部は被災現場付近で濁流に囲まれた20人を救助した。
千曲川との合流地点付近には調整池が設けられている（杉の木貯水池を参照）。
群馬県下仁田町との県境である佐久市香坂東地区を流れる香坂川は、上信越自動車道八風山トンネル西側出口付近を通り香坂ダムを経て香坂西地区を流れ、佐久市志賀地区新子田で同地区を東から流れる志賀川に合流している。
志賀川が瀬戸地区で滑津川に流入。
香坂川と志賀川を含めた滑津川の受益地区は、内山、香坂西地、志賀、新子田、瀬戸、平賀、中込、今井など。
現在、香坂川の最上流の香坂東地区では水田があるものの農業人口の減少とイノシシ被害などにより稲作はほとんど行われていないため、水田は荒廃している。よって香坂東地区の稲作農家は、香坂川下流の西地区や志賀地区の水田を借地して米作りをしている。

## 並行する交通
- 国道254号